# Dmitri Gennadjewitsch Medwedew
Dmitri Gennadjewitsch Medwedew (russisch Дмитрий Геннадьевич Медведев; * 1970 in Kemerowo, RSFSR, Sowjetunion; † 15. April 2005 in Grosny, Tschetschenien, Russland) war ein sowjetischer und russischer Oberstleutnant. Medwedew wurde am 18. Mai 2005 posthum von Wladimir Putin, dem damaligen Präsidenten Russlands, als „Held der Russischen Föderation“ ausgezeichnet.

## Biographie
Medwedew wurde 1970 in Kemerowo geboren. Sein Vater war ein Bergarbeiter und wollte, dass sein Sohn eine Karriere im Militär machte. 1988 begann Medwedew an der Hochschule der Grenztruppen der UdSSR in Alma-Ata zu studieren. Nach seinem Abschluss leistete er seinen Dienst im Fernen Osten. Später diente er in der Regionalverwaltung des FSB im Nordkaukasus. Medwedew nahm an Einsätzen zur Wiederherstellung der verfassungsmäßigen Ordnung in Tadschikistan während des Tadschikischen Bürgerkrieges teil.
Im April 2002 verpflichtete sich Medwedew zu einer Spezialeinheit und war mehrfach im Nordkaukasus stationiert, wo er an Operationen gegen Aufständische beteiligt war.
Für seine Dienste wurde er mit der Medaille des Verdienstordens für das Vaterland II. Klasse, zwei Tapferkeitsmedaillen (Медаль За отвагу) und einer Medaille für Verdienste beim Schutz der Staatsgrenze (За отличие в охране государственной границы) ausgezeichnet.
Am 15. April 2005 wurden Medwedew und zwei weitere Angehörige seiner Spezialeinheit getötet, als sie eine Operation in Grosny durchführten.